# Conséquences de la désertification en région sahélienne

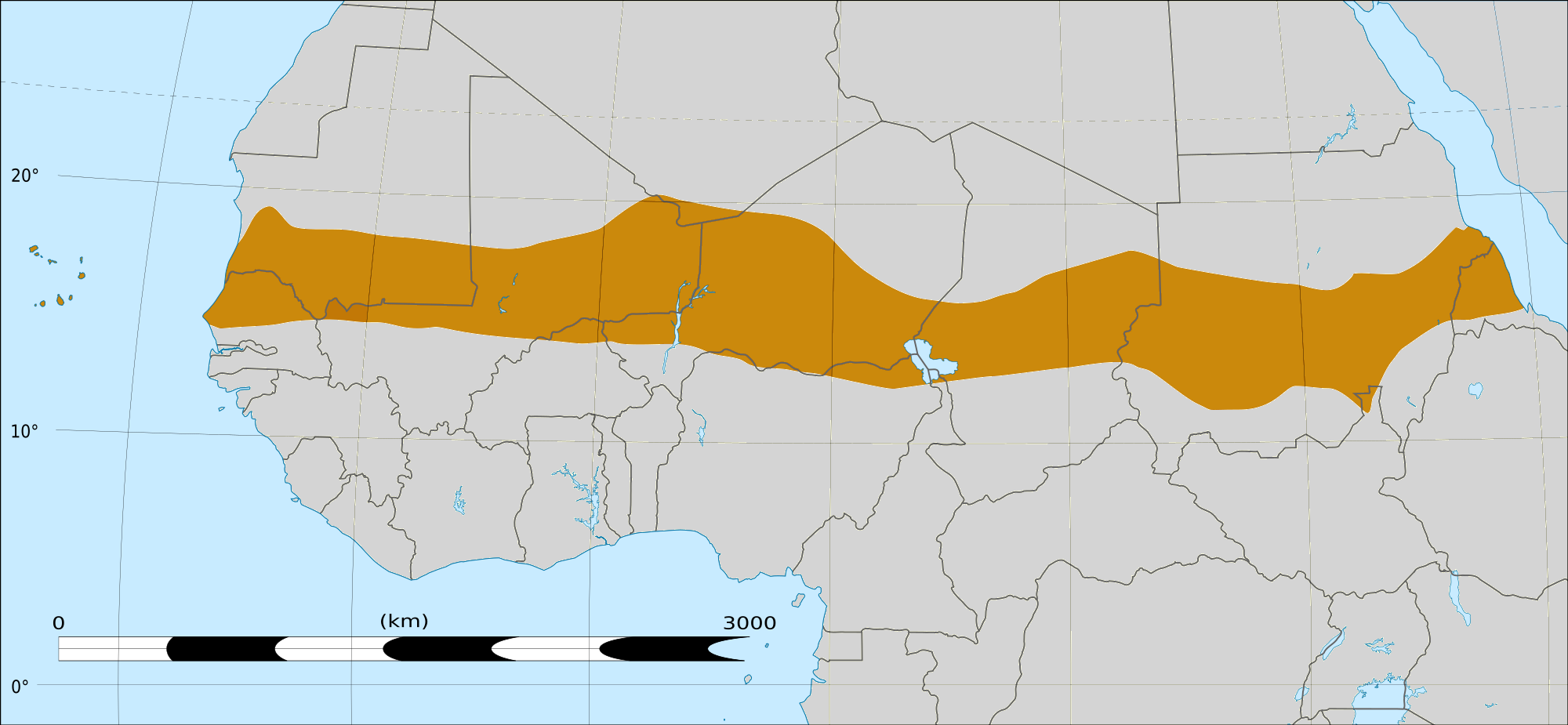
Sur cette image, la région sahélienne est représentée par la bande brune.

La désertification est définie comme étant « la dégradation des terres dans les zones arides, semi-arides et subhumides ». Définition adoptée lors de la Convention des Nations unies de la lutte contre la désertification en 1994. La désertification est un problème majeur et actuel. D’après cette même Convention, la désertification est un problème de dimension mondiale étant donné que les zones citées dans la précédente définition touchent une part importante de la surface des zones émergées et de la population mondiale.
Et bien qu’il soit difficile de faire des estimations exactes, tous les continents sont affectés (excepté l’Antarctique). On estime que 10 à 20 % des zones sèches (qui occupent 41 % de la superficie des terres de la planète) sont déjà dégradées. Les conséquences sont nombreuses dans certaines régions sèches et peuvent même survenir au-delà de ces zones arides. Ainsi, des impacts environnementaux peuvent avoir lieu à des milliers de kilomètres des régions désertifiées (par exemple, l’augmentation des tempêtes de poussière). De plus, les conséquences sociétales et politiques s’étendent également aux zones non sèches.

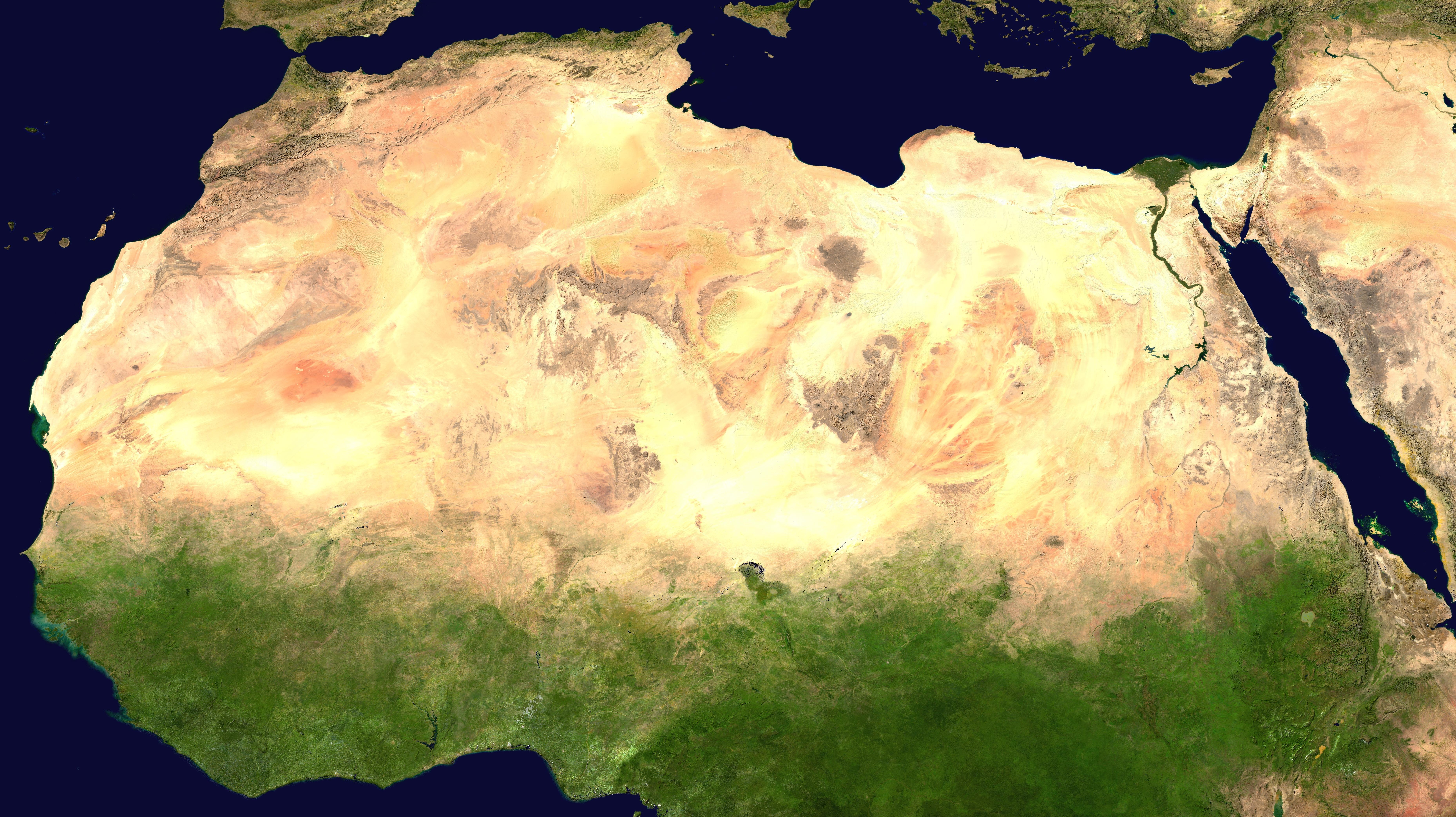
Vision satellite de la région sahélienne.

## Abandon et surexploitation des terres

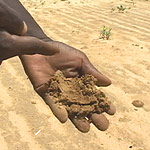
Au Niger, la sécheresse a transformé les terres agricoles en terres inutilisables, pleines de sable

La dégradation des terres réduit la capacité de celles-ci à produire, provoquant ainsi, au sein de la population, une diminution des revenus et une malnutrition. Les agriculteurs vont alors soit abandonner leurs terres stériles pour utiliser des terres encore intactes mais de qualité inférieure à leurs anciennes terres, soit transformer des terres de parcours en terres agricoles. Partout au Sahel, les surfaces cultivées vont augmenter alors que les périodes de jachères vont diminuer, réduisant davantage la fertilité des sols,. Ainsi, entre 1961 et 2003 la superficie cultivée au Niger est passée de 1,7 × 106 ha à 5,6 × 106 ha, alors que les rendements sont passés de 490 kg/ha à 350 kg/ha. Remarquons également que, dans les régions de Tillabéri, Tahoua, Maradi et Zinder (Niger), les forêts naturelles ont complètement disparu pour faire place à des champs de culture. D’ailleurs, dans le sud-ouest du Burkina Faso, plus de 55 % des agriculteurs estiment que la fertilité de leurs sols a diminué et aucun d’entre eux ne perçoit une quelconque amélioration.Cela s'appelle la perte de produdctivité.

Les différentes régions du Niger (Tillabéri, Tahoua, Maradi et Zinder)
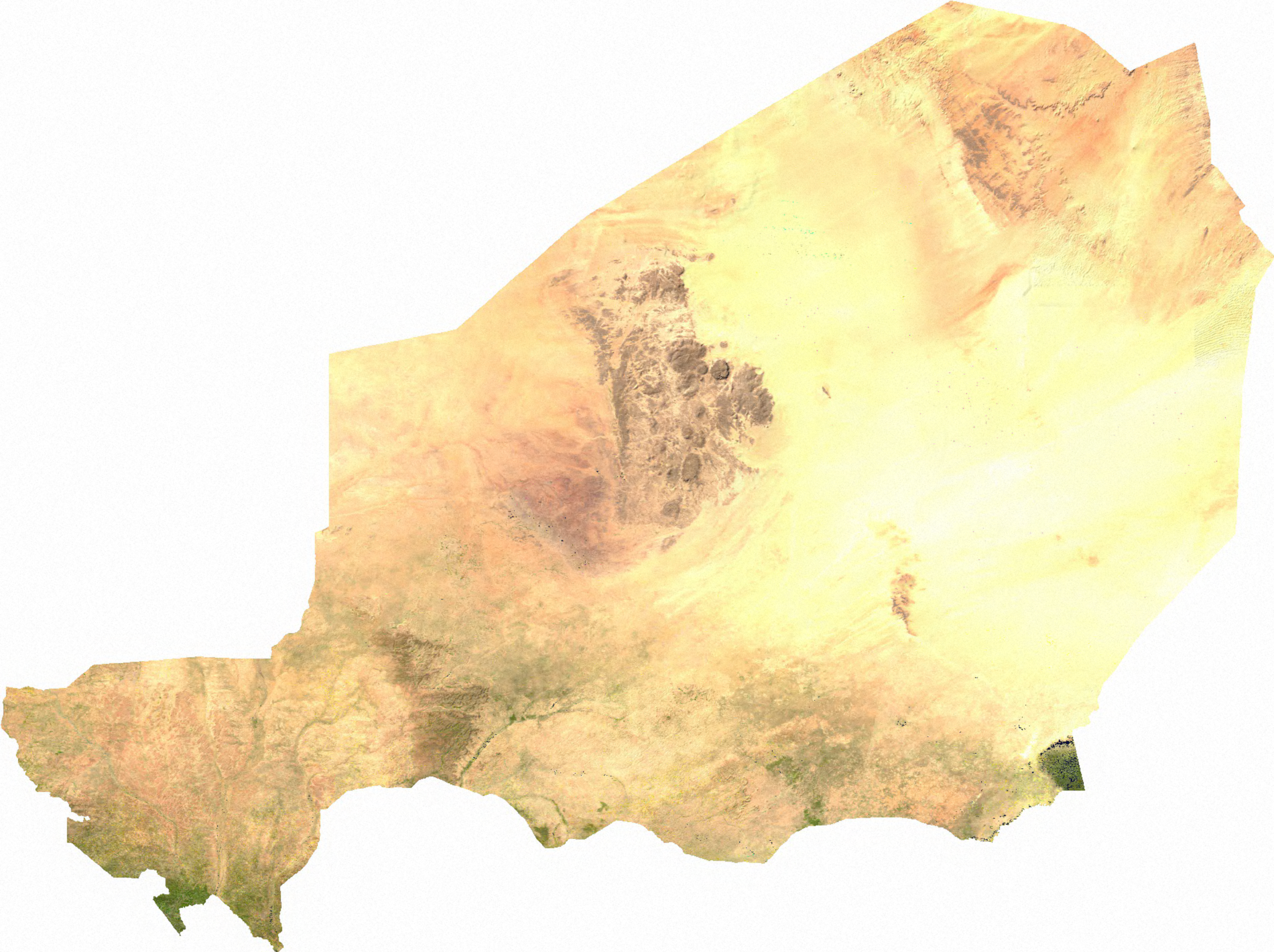
Image satellite du Niger

## Diminution du couvert végétal
À la suite de l’intensification de l’utilisation des terres, le couvert végétal va diminuer car son prélèvement sera supérieur à son renouvellement,. Et, étant donné l’aridité du Sahel, le sol va encore se dégrader davantage, provoquant encroûtement, ruissellement, érosion, destruction de la biodiversité et aggravation de la sécurité alimentaire.

## Exposition accrue à l'érosion

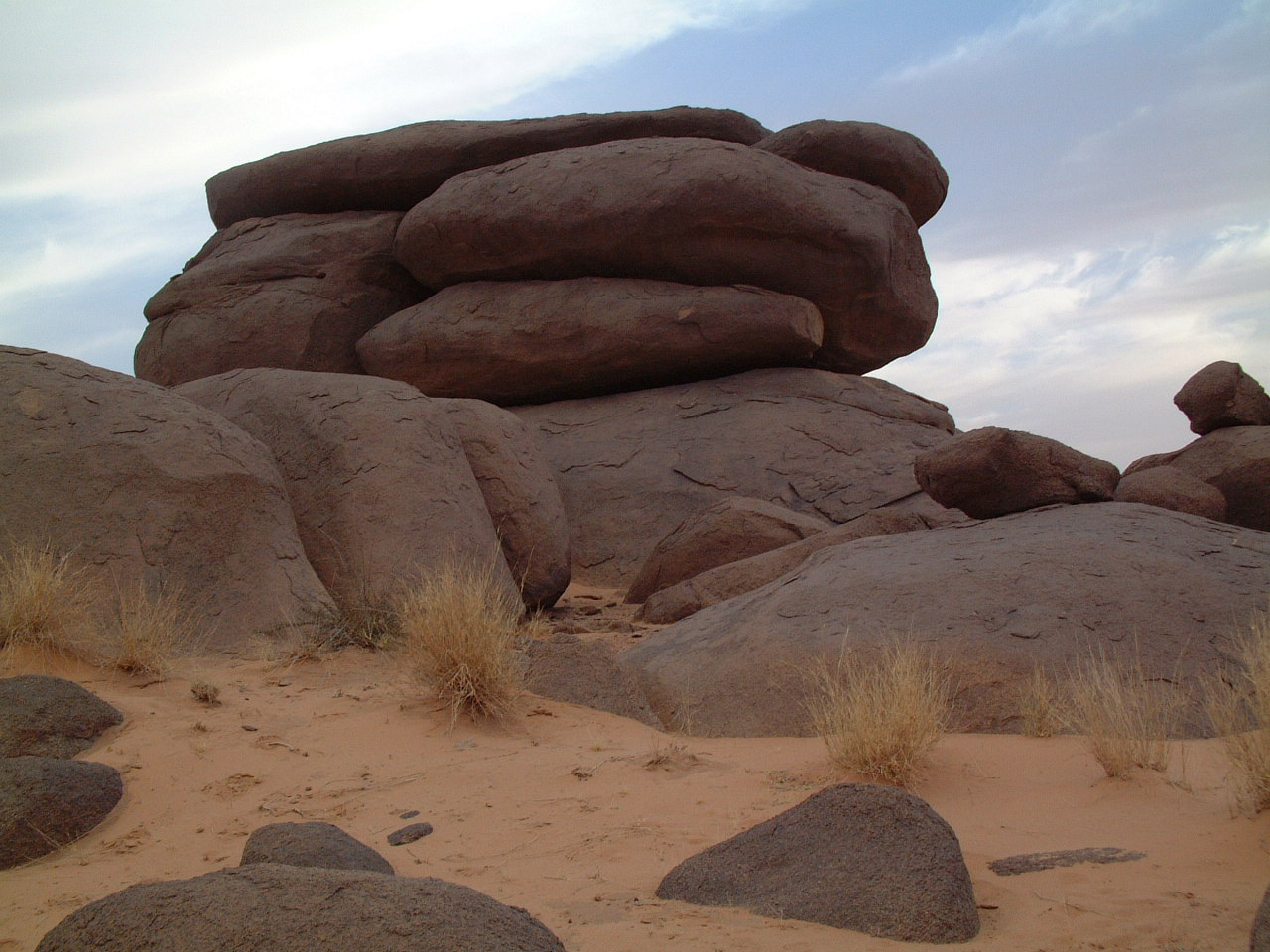
Roches érodées dans l'Adrar des Ifoghas (Mali).

Le fait que le couvert végétal diminue expose les terres à l’érosion qui va les rendre fertiles et provoquer une baisse de la réserve en eau. Le Sahel est principalement soumis à deux types d’érosion : l’érosion hydrique et l’érosion éolienne (bien que cette dernière soit moins présente dans la zone soudano-sahélienne). Par exemple, dans la région de Saria (plateau central burkinabé), l’érosion hydrique provoque la perte de terres de 0,51 t/ha sous la végétation naturelle et de 7,3 t/ha sous une culture de sorgho.

## Libération du carbone
La perte de végétation et l’érosion subie par les sols dans la région sahélienne vont libérer le carbone contenu dans les zones sèches, provoquant un réchauffement planétaire et des boucles de rétroaction,.

## Diminution de la disponibilité en eau

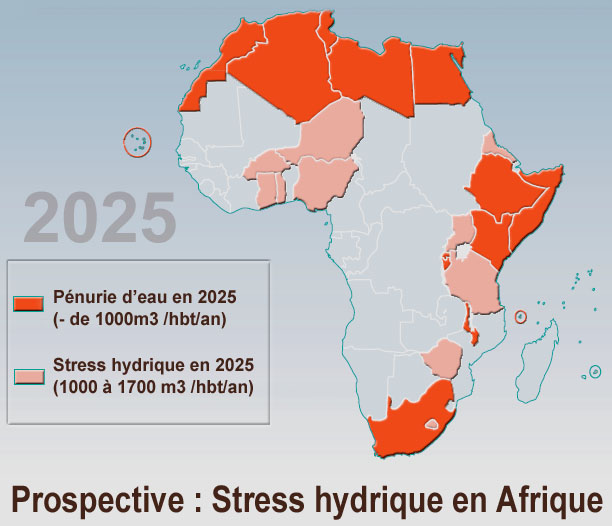
Estimations de l'ONU des pénuries d'eau en 2025.

La disponibilité en eau, dépendante de la couverture végétale et de l’état des terres, diminue. Les régions du Sahel ont un fort taux d’évaporation, si bien que la superficie du lac Tchad est passée de 23 500 km2 en 1968 à 1 355 km2 actuellement. Combiné à une perte de biodiversité, le manque d’eau peut provoquer une sécheresse, menaçant ainsi la sécurité alimentaire, les économies locales, et obligeant les populations à migrer. Si, par contre, une forte période de précipitations intervient, des inondations ont lieu notamment en raison du ruissellement et des croûtes empêchant l’infiltration de l’eau. Il faut aussi noter que, dans la plupart des cas (au Sénégal par exemple), l’eau contenue dans les réservoirs provoquent la salinisation des sols et leur abandon,

## Perte de biodiversité
Le manque d’eau et la surexploitation conduisent à une perte de biodiversité. De ce fait, le sol devient moins résilient, les espèces locales disparaissent, ce qui augmente l’insécurité alimentaire et appauvrit les populations car ces espèces locales représentent des ressources importantes pour les habitants du Sahel. Ainsi, la biodiversité du Sénégal a été réduite de plus de 30 % entre 1945 et 1993. Et d’après une analyse de 14 villages de la Mauritanie (Tchad), « la richesse floristique des espèces forestières est restée stable dans deux terroirs et a diminué partout ailleurs, jusqu’à 57 %. Sur un total de cent vingt-trois espèces ligneuses répertoriées dans le Sahel, vingt ont disparu, septante-neuf sont en déclin, onze sont stables et treize (dont onze exotiques) ont progressé durant ces trente à cinquante dernières années ».

## Diminution du cheptel bovin
Une des causes de cette perte de biodiversité est la disparition des cheptels due aux dispositions alimentaires restreintes à la suite de la dégradation des pâturages. On constate d’ailleurs que le cheptel bovin aurait diminué de 80 % entre 1971 et 1988 au Mali. Ce chiffre est également confirmé par le fait que plus de 80 % du cheptel bovin dans le delta intérieur du Niger aurait disparu à la suite de la grande sécheresse de 1984. De même, le pastoralisme qui s’appuie surtout sur la biodiversité pour exister est menacé en raison de la diminution de cette biodiversité,. Ces populations ayant perdu leur bétail se voient obligées  de migrer vers le sud afin de se sédentariser et louer leurs services, alors qu’elles étaient jusque-là nomades.

## Migrations
Tout ce qui précède peut entraîner à des migrations importantes afin de chercher de meilleures conditions de vie et de travail. Ainsi, au Burkina Faso, entre 1975 et 1985, Ranawa a perdu 25 % de sa population. En outre, entre 1985 et 1991, 10 % de la population du Burkina Faso a émigré. Ceci va augmenter les nuisances dans les régions où s’installent les migrants, que ce soit sur le plan social, ethnique ou politique, car les ressources naturelles font défaut,.

## Déforestation
Les migrations urbaines vont à leur tour provoquer une demande accrue du bois-énergie qui représente 85 % des besoins énergétiques des populations du Sahel. Ainsi, au Niger, chaque année, 200 000 ha de couvert ligneux sont défrichés, alors que 5 000 ha seulement sont replantés. D’ailleurs, entre 1990 et 2000, la superficie des forêts du Niger a diminué de 37 %. En ce qui concerne le Burkina Faso, il s’agit de près de 325 000 hectares de forêts défrichées chaque année pour seulement 1 000 hectares reboisés. Et pour le Mali, on atteint le chiffre de 100 000 hectares par an,.

## Impacts extérieurs

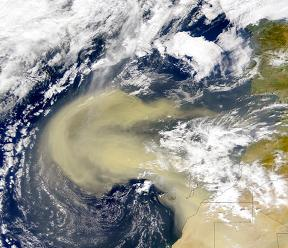
Photo montrant un nuage de poussière sur l'océan Atlantique provoqué par une tempête de sable dans le Sahara le 26 février 2000. Ce nuage a atteint l'Amazonie le 4 mars 2000 (photo prise par la NASA).

Les impacts de la désertification s’étendent également aussi au-delà des régions directement affectées. Premièrement, la diminution de la couverture végétale peut favoriser la formation de larges nuages de poussières provenant du Sahara et pouvant aller jusqu’aux îles des Caraïbes et au bassin de l’Amazone. Ces poussières peuvent provoquer des problèmes respiratoires, observés jusqu’en Amérique du Nord. Ils ont également affectés les récifs coralliens des Caraïbes,. La pollution due aux seules poussières minérales dépassait, dans les régions sahéliennes, de quatre fois les limites tolérées dans l’Union européenne. Deuxièmement, la diminution de la couverture végétale peut également être la cause d'inondations en aval, provoquant l’envasement de réservoirs d’eau et de canaux de navigation, ceci entraînant une mauvaise qualité de l’eau,. Et troisièmement, certaines zones peuvent subir des problèmes d’ensablement dus à l’érosion des sols et à la mobilisation de sables des zones voisines.

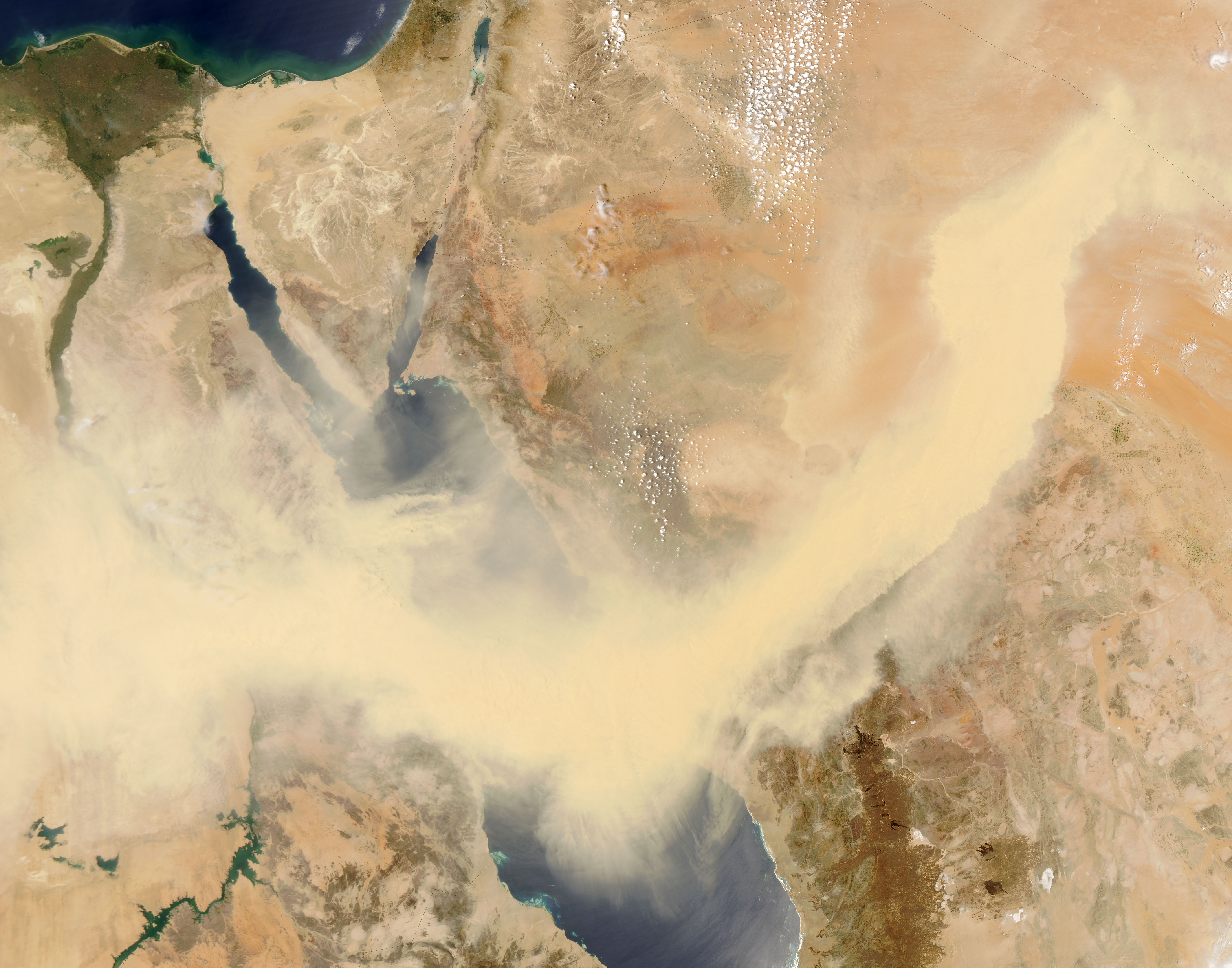
Bande de sable au-dessus de la mer Rouge (2005).
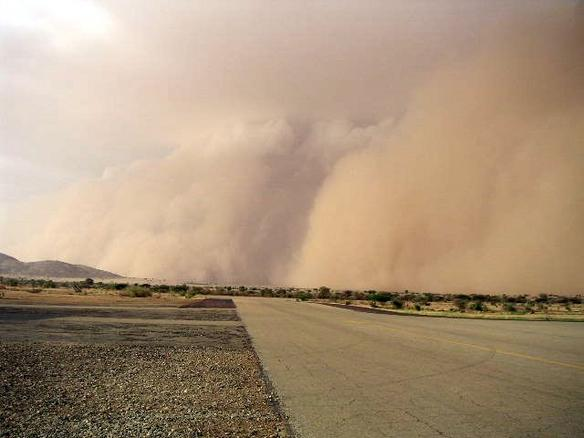
Tempête de sable au Tchad.

## Dégradation de la sécurité alimentaire
De manière générale, la désertification affecte la sécurité alimentaire, la pauvreté et a un coût économique élevé. Comme on vient de le voir précédemment, l’infertilité des sols provoque la sous-alimentation et la famine. Au Sahel, un habitant sur quatre est affecté par la sous-alimentation. Ce phénomène, conjugué à la pression démographique, fait en sorte que le prix des denrées alimentaires augmente, ce qui entraîne à son tour une plus grande famine. Ainsi, on estime que la famine au Mali passera de 34 % actuellement à 70 % dans le courant des années 2030. Un autre exemple est celui du Niger en 2005 où plus de 3 millions d’habitants étaient menacés par la famine. De plus, dans les pays du Sahel où les populations vivent principalement de l’agriculture et de l’élevage, on peut dire que leur croissance  agricole est « annulée » par la désertification car le coût annuel de la dégradation des terres dans les pays d’Afrique sub-saharienne est équivalent à leur croissance agricole moyenne,.